# Xavièr Navarròt
Xavièr Navarròt (Auloron Santa Maria, Pirineus Atlàntics, 24 de febrer de 1792 - 23 de desembre de 1862) fou un poeta bearnès en occità.

## Vida
De família burgesa, estudià dret a París, on adoptà les idees republicanes mercè la seva amistat amb Pierre-Jean de Béranger, i es graduà en medicina, que va exercir en tornar al seu poble. Nogensmenys, va poder viure de rendes a les seves propietats de Passamà, al terme de Luc-de-Bearn i dedicar-se plenament a la literatura en occità.

## Obra
La seva obra més coneguda Estreas bearnesas (1834), inclou les peces L'estanquet, Au hasangitet dou drapeu, Al maudit su l'ausether i Après-sopar deu presbitèri, totes elles valuoses sobretot per algunes pàgines realistes, que pinten la vida popular del Bearn de mitjan segle xix i per la coratjosa presa de posició política en la línia de Béranger.

### Edicions de Xavier Navarròt
- Navarròt, Xavier. Estrées Béarnéses en ta l'an 1820. Pau: Vignancourt, 1820
- Navarròt, Xavier. Dialogue entré Moussu Matheü, l'Electou, y Jean de Mingequannas, lou Bouhèmi. Pau, 1838
- Navarròt, Xavier. Nouvelles étrennes béarnaises pour l'année 1847. Pau : Véronèse, 1846
- Navarròt, Xavier. A Messieurs les jurés. Pau : Thonnet, 1850
- Lespy, Vastin. Chansons de Xavier Navarrot. Pau : Véronèse, 1868
- Camelat, Miquèu. Obres. Samatan: Éditorial Occitan, 1924